# 철부
철부(哲夫, ?~534년)는 신라의 관리이다.

## 생애
531년 이찬(伊飡)의 관등으로서 초대 상대등(上大等)이 되어 3년 동안 국사를 총괄했다.